# Rockråttan
"Rockråttan" är en svensk tecknad serie av Anders Parsmo. Figuren dök ursprungligen upp i Parsmos serie "Munkens män" men blev sedermera nyttjad i reklamsyfte som talesman för musikaffären Jam. Strippar med "Rockråttan" sågs 2005–2006 varje vecka i annonser för Jam publicerade i bland annat Metro och Stockholm City, men numera mer sporadiskt.